# Anderson (Texas)
Anderson je město v okrese Grimes County ve státě Texas ve Spojených státech amerických. K roku 2008 zde žilo 279 obyvatel. S celkovou rozlohou 1,3 km² byla hustota zalidnění 214,6 obyvatel na km².